# Viorel Balcan

Senatorul Viorel Balcan

Viorel Balcan (n. 26 ianuarie 1953, Galați) este un fost senator român în legislatura 2000-2004 ales în județul Brăila pe listele partidului PSD. În legislatura 2000-2004, Viorel Balcan a fost membru în grupurile parlamentare de prietenie cu Republica Italiană și Republica Guineea. Viorel Balcan a fost deputat în legislatura 2008-2012, membru în grupul parlamentar de prietenie cu Republica Italiană.